# Teoria krytyczna
Teoria krytyczna (ang. critical theory) – w naukach społecznych i humanistycznych: termin-parasol, określający teorie analizujące i krytykujące kulturę oraz społeczeństwo.

## Teoria krytyczna
Twórcami teorii krytycznej byli niemieccy filozofowie i socjolodzy – Max Horkheimer i Theodor Adorno. Sama teoria w Europie nie była tak uznawana jak w USA (np. we Włoszech i we Francji prawie w ogóle się nie przyjęła).
Teorią krytyczną Max Horkheimer nazwał swoje stanowisko filozoficzne. Po raz pierwszy zrobił to w artykule „Teoria tradycyjna a teoria krytyczna” z 1937 roku. Według Horkheimera nad ludzkością zawisła groźba katastrofy w związku ze schyłkiem epoki burżuazyjnej, znajdującej wyraz w ekspansji faszystowskiego totalitaryzmu. Twórca teorii nie sądził, by postawa krytyczna była tylko sposobem myślenia czy też manifestowała się tylko jako teoria. Z założenia materializmu, który jest przez Horkheimera akceptowany – myślenie nie oznacza działania ani też nie może go zastąpić, jak i osiągnięcie celu nie jest możliwe bez rozeznania w sytuacji i uświadomienia sobie jej zagrożeń. Według Alvina W. Gouldnera, socjologa krytycznego, orientacja krytyczna może istnieć tylko wtedy, gdy są powody do krytykowania, a powody te jak dotąd łączyły wszystkie istniejące społeczeństwa. Teoria krytyczna nie przez przypadek pojawiła się w Niemczech, gdyż to przede wszystkim krytyka dominacji, krytyka, która ma służyć ludziom, a nie manipulatorom. Teoria krytyczna służy dogłębnemu zbadaniu społeczeństwa tak, aby ujrzeć jego wszystkie aspekty, zwłaszcza te starannie ukryte.
Teoria tradycyjna a teoria krytyczna
Żeby dobrze zrozumieć, czym jest teoria krytyczna, najlepiej porównać ją do innej, przedstawić różnice w poglądach i założeniach. Najbardziej opozycyjną wobec teorii krytycznej jest teoria tradycyjna. Za twórcę tej ostatniej uznaje się Kartezjusza, który jednakowoż – co warto podkreślić – wraz z Immanuelem Kantem uznał stan wątpienia za punkt wyjściowy w krytycznym myśleniu o rzeczywistości. 
Kartezjusz postrzegał jednakowoż podmiot i przedmiot jako dane niezmienne, a zarazem sztywno od siebie oddzielone. Starał się poprzez obserwację wykalkulować i zobiektywizować dane zjawisko. Natomiast teoria krytyczna sprawia, że podmiot odnajduje się w przedmiocie, jest ściśle powiązany ze społeczeństwem i historią. Każdy z nich odznacza się społecznym charakterem i nie można faktom przyznać statusu bezpośrednich danych, tak jak w teorii tradycyjnej podczas procesu badawczego. Poznanie życia społecznego i jego mechanizmów w złożoności i bogactwie jego przejawów wymaga nie tylko przedstawienia faktów, ale dogłębnej analizy. Horkheimer akcentuje filozoficzny charakter teorii krytycznej. „Monistyczny pogląd syntetyzujący podmiot i przedmiot, Horkheimer wzbogacił o założenie, iż jego wartość jest wyższa od konkurencyjnego paradygmatu, ponieważ eliminuje niebezpieczne w koncepcjach dualistycznych złudzenie obiektywizmu, który miałby znajdować wyraz w poznawaniu zewnętrznych wobec podmiotu rzeczy”. Wie, że nie może to być rezultatem tylko i wyłącznie jego pracy filozoficznej. Jest też świadom potrzeby współpracy z przedstawicielami innych dziedzin nauki – socjologami, psychologami, ekonomistami i historykami. W ten sposób powstał frankfurcki Instytut Badań Społecznych, gdzie powstała Szkoła frankfurcka. Dzięki wspólnej pracy ukierunkowano badania społeczne tak, aby nie trzymano się ściśle faktów, ale również nie popadając w skrajność, nie opierać się tylko na doświadczeniu. Oczekiwano od tej współpracy niepodzielności elementu ogólnego i szczegółowego, projektu teoretycznego i doświadczenia partykularnego.
Teoria krytyczna, mimo wielu różnic, nadal zachowuje w sobie „fragmenty” teorii tradycyjnej. „Teoria tradycyjna odznacza się wymierną użytecznością – znajduje zastosowanie w praktyce systemowej, przyczynia się do reprodukcji istniejących stosunków społecznych, służy samozachowaniu. Jednak w sytuacji, gdy palącą potrzebą staje się jakościowa zmiana całego systemu, gdyż jego dalsze odtwarzanie zagraża interesom ludzkości, użyteczność teorii tradycyjnej zawodzi. W takiej sytuacji okazuje się, że racjonalność wyspecjalizowana, poddana rygorom podziału pracy, przeistacza się nieuchronnie we własne przeciwieństwo”.
Kolejną różnicą według Horkheimera jest fakt, iż teoria krytyczna to filozofia, a teoria tradycyjna to, w znacznej mierze – nauka. Celem Horkheimerowskiej filozofii, wbrew pozorom, nie jest umacnianie systemu, jego poprawa czy drobne zmiany. Celem jest radykalna zmiana, „przewrócenie wszystkiego do góry nogami”, filozofia ta nie jest zakorzeniona w społeczeństwie, nie jest też tak użyteczna jak teoria tradycyjna – nie forsuje drobnych zmian, „nie prowadzi do żadnego wymiernego rezultatu w formie określonej konsumpcji, nie posiada żadnej sankcji zdrowego rozsądku, nie przemawia za nią żadne przyzwyczajenie”. Horkheimer wie, jak trudne jest wprowadzenie w życie jego filozofii, jednakże ma nadzieję, że „prawda i tak wyjdzie na jaw, ponieważ cel, jakim jest rozumne społeczeństwo, chociaż zdaje się dziś znajdować schronienie tylko w fantazji, rzeczywiście leży na sercu każdemu człowiekowi”.

### Teoria krytyczna a media
Wprowadzona przez Adorno i Horkheimera teoria krytyczna systematyzuje i zarazem radykalizuje krytykę wyprowadzoną przeciw kulturze postrzeganej jako niszczoną i niszczącą. Teoria wyjaśnia podstawę odrzucenia mediów – ich ideologiczną dominację, która prowadzić ma z kolei do dominacji kulturowej wyrażającej się poprzez media masowe. Theodor Adorno i Max Horkheimer zdefiniowali również główne linie krytycznej wizji kultury masowej (lata 40. XX wieku). Teoria krytyczna głosi pogląd, iż człowiek masowy ma wybór wyłącznie pomiędzy ekscytacją a apatią. Stany te są skutkami dominującymi narkotyzowania umysłu.
Teoria krytyczna w odniesieniu do mediów kontynuuje idee Karola Marksa o wyzysku ekonomicznym, przedstawiając światu kultury ideę dominacji ekonomicznej i społecznej. Kultura również jest przestrzenią stosunków siłowych.
Teoria ta ma swój wkład w zapoczątkowanie przemyśleń nad ideologią do badań nad mediami oraz stworzenie relacji między historią, a komunikacją. Jest kontynuacją myśli Marksa na temat wyzysku ekonomicznego stwarzając i wprowadzając do rzeczywistości kultury zależność, że myśli grupy czy klasy, która jest dominująca, są myślami jedynie słusznymi. Kultura jawi się więc jako przestrzeń starć różnych grup, a nie tylko dostarcza rozrywki czy zaspokaja potrzebę obcowania ze sztuką.
Z tego punktu widzenia teoria ta jest uniwersalna, gdyż dostarcza wzorzec myślenia, którego odbiorca może uważać, że ktoś dał się zmanipulować w sposób, w jaki on nie został oszukany. Teoria pomaga zrozumieć problem związku między mediami, a zmieniającymi się nierównościami społecznymi.